# Tantilla lempira
Tantilla lempira är en ormart som beskrevs av Wilson och Mena 1980. Tantilla lempira ingår i släktet Tantilla och familjen snokar. Inga underarter finns listade i Catalogue of Life.
Denna orm förekommer med tre från varandra skilda populationer i södra Honduras. Arten lever i bergstrakter mellan 1400 och 1750 meter över havet. Individerna vistas skogar med tallar och ekar. Tantilla lempira gräver i lövskiktet och i det översta jordlagret. Honor lägger ägg.
Beståndet hotas av anlagda bränder, av skogens omvandling till jordbruksmark och av intensivt skogsbruk. Tantilla lempira är sällsynt. Det senaste fyndet är 20 år gammal (räknad från 2012). IUCN listar arten som starkt hotad (EN).